# Jaghori
Jaghori è uno dei principali centri abitati della provincia di Ghazni, in Afghanistan. La città è capoluogo dell'omonimo distretto.
Jaghuri si trova nell'area degli altopiani della regione centrale del paese. Nel 2007 il distretto aveva una popolazione di circa 150.000 persone